# Adrian Małachowski
Adrian Małachowski (* 10. März 1998 in Bydgoszcz) ist ein polnischer Fußballspieler, der beim ŁKS Łódź unter Vertrag steht. Seine Stammposition ist das defensive Mittelfeld. Er wird aber auch als Innenverteidiger oder zentraler Mittelfeldspieler eingesetzt.

## Karriere

### Vereinskarriere
Adrian Małachowski spielte in der Jugend bei Zawisza Bydgoszcz sowie für die U19 von Legia Warschau. Bis 2017 spielte er in der polnischen Jugendliga, kam im Anschluss für Legia II zu Einsätzen in der polnischen vierten Liga. Zur Saison 2017/18 wurde er zu Pogoń Siedlce verliehen, wurde aber nur einmal in der zweiten Liga eingesetzt. Im Jahr darauf wechselte er zu Znicz Pruszków, wo er bereits in der Rückrunde 2017/18 gespielt hatte. In der Zweitliga-Saison 2018/19 wurde Małachowski dort Stammspieler. In der Saison 2019/20 spielte er beim polnischen Zweitligisten GKS Bełchatów.
Zur Saison 2020/21 verpflichtete der deutsche Drittligist 1. FC Magdeburg Małachowski mit einem Zweijahresvertrag. In seiner Debütsaison bei Magdeburg kam der Defensivspieler auf 24 Ligaeinsätze. Nachdem er zunächst durch eine COVID-19-Infektion die Saisonvorbereitung verpasste und wegen einer Leistenverletzung ausfiel, etablierte er sich unter dem im Februar 2021 verpflichteten Trainer Christian Titz als Stammspieler. Małachowski absolvierte zudem die komplette Spielzeit in der ersten Runde des DFB-Pokals; das Spiel verlor Magdeburg nach Verlängerung gegen den Zweitligisten SV Darmstadt 98.
Im Juni 2021 zog er sich eine Sprunggelenksverletzung zu und verpasste erneut die Saisonvorbereitung, war jedoch rechtzeitig zu Beginn der neuen Saison Ende Juli wieder einsatzbereit.
Nachdem er mit seinem Verein am Ende der Saison 2021/22 in die 2. Bundesliga aufgestiegen war, blieb er allerdings der Liga erhalten und wechselte im Sommer 2022 zum SV Waldhof Mannheim.
Mitte August 2023 wechselte er zurück nach Polen und er schloss sich dem Erstligisten ŁKS Łódź an.

### Nationalmannschaft
Adrian Małachowski absolvierte 2014 ein Spiel für die polnische U17-Nationalmannschaft und gab im Oktober gegen Italien sein Debüt in der U18. Bis Ende März 2016 kam er hier in drei weiteren Spielen zum Einsatz. Seither wurde er nicht mehr für eine polnische Auswahl berücksichtigt.

## Erfolge
1. FC Magdeburg
- Meister der 3. Liga und Aufstieg in die 2. Bundesliga: 2022